# U kapličky
U kapličky este o arie protejată (arie specială de conservare — SAC, sit de importanță comunitară — SCI) din Republica Cehă întinsă pe o suprafață de 5,4 ha, integral pe uscat.

## Localizare
Centrul sitului U kapličky este situat la coordonatele 48°57′14″N 16°15′45″E / 48.953889°N 16.2625°E.

## Înființare
Situl U kapličky a fost declarat sit de importanță comunitară în aprilie 2005 pentru a proteja 1 specie de plante. Situl a fost protejat și ca arie specială de conservare în iulie 2012.

## Biodiversitate
Situată în ecoregiunea panonică, aria protejată conține 1 habitat natural: Pajiști stepice subpanonice.
La baza desemnării sitului se află o specie protejată de  plante: Iris humilis.